# Cal Segarra
Cal Segarra és un edifici de les Borges Blanques (Garrigues) que forma part de l'Inventari del Patrimoni Arquitectònic de Catalunya.

## Descripció
És un edifici entre mitjaneres de planta baixa i tres pisos més. L'entrada es fa per un porxo amb dos grans arcs. Al primer pis hi ha un balcó corregut, decorada amb elements de tipus historicista. Les mènsules que aguanten el balcó són bustos femenins. Al segon pis els tres balcons són ja petits i a la part superior hi ha una petits òculs. L'edifici es remata amb una petita balustrada.
Avui la façana es troba força degradada, feta d'obra i arrebossat, amb la part baixa de pedra vista. És un edifici força més alt que els que el flanquejen.

## Història
És des del balcó d'aquesta casa que el 22 de març de 1931, el President Francesc Macià pronuncià unes paraules als habitants de la població. Actualment la part baixa es fa servir com a magatzem i els habitatges superiors són deshabitades.